# Jonas Bloquet
Jonas Bloquet (Bruxelas, 10 de julho de 1992) é um ator belga, mais conhecido pelo papel de Vincent no filme Elle (2016), de Paul Verhoeven, que lhe rendeu uma indicação ao Prêmio César de Ator Revelação, e pelo papel de Maurice Theriault em A Freira (2018).

## Filmografia

### Cinema
| Ano  | Título                               | Papel                                 | Diretor              | Notas |
| ---- | ------------------------------------ | ------------------------------------- | -------------------- | ----- |
| 2008 | Élève libre                          | Jonas                                 | Joachim Lafosse      |       |
| 2013 | The Family                           | André                                 | Luc Besson           |       |
| 2013 | Tonnerre                             | Ivan                                  | Guillaume Brac       |       |
| 2014 | 3 Dias para Matar                    | Hugh                                  | McG                  |       |
| 2016 | Elle                                 | Vincent                               | Paul Verhoeven       |       |
| 2017 | Orpheline                            | Patrick                               | Arnaud des Pallières |       |
| 2017 | Valerian e a Cidade dos Mil Planetas | K-Tron Warrior / Control Room Soldier | Luc Besson           |       |
| 2018 | Seule à mon mariage                  | Jean-Loup                             | Marta Bergman        |       |
| 2018 | A Freira                             | Maurice Theriault (Frenchie)          | Corin Hardy          |       |
| 2019 | Les Fauves                           | Vincent                               | Vincent Mariette     |       |
| 2020 | Filles de joie                       | Jean-Fi                               | Frederic Fonteyne    |       |
| 2021 | Baragaki: Unbroken Samurai           | Jules Brunet                          | Masato Harada        |       |
| 2022 | Tirailleurs                          |                                       | Mathieu Vadepied     |       |

### Curta-metragem
| Ano  | Título                      | Papel    | Diretor                            |
| ---- | --------------------------- | -------- | ---------------------------------- |
| 2009 | Noctambules                 | Thomas   | Mathieu Tuffreau                   |
| 2011 | Elena                       | Adrien   | Yannick Muller                     |
| 2012 | Trois cœurs pour battre     | Nicolas  | Arthur Valverde                    |
| 2013 | Longue distance             | Kévin    | Valérie Boucher                    |
| 2013 | Mauvaise tête               | Paul     | Camille Vidal Naquet               |
| 2014 | Conte sur moi               | Lucas    | Jonas Bloquet                      |
| 2015 | Max                         | Max      | Jonas Bloquet                      |
| 2018 | Par le sang                 | Hargrold | Jonathan Delerue & Guillaume Enard |
| 2019 | Des revolvers dans les yeux |          | Pierre Comas                       |
| 2019 | La paix intérieure          |          | Cloé Bailly                        |
| 2020 | One and Thousand Nights     | Victor   | Élie Girard                        |
| 2021 | Dans les parages            | Jonas    | Paul Lefevre                       |

### Televisão
| Ano  | Título                     | Papel             | Diretor                    | Notas                      |
| ---- | -------------------------- | ----------------- | -------------------------- | -------------------------- |
| 2013 | R.I.S, police scientifique | Alexandre Bouvier | Claire de la Rochefoucauld | Episódio: "Le Revenant"    |
| 2013 | Enquêtes réservées         | Jérémy Karevski   | Étienne Dhaene             | Episódio: "Coeur sanglant" |
| 2016 | Commissaire Magellan       | Stanislas Perrot  | Lionel Chatton             | Episódio: "L'âge ingrat"   |
| 2017 | Transferts                 | Bao               | Olivier Guignard           | Episódio 1x02              |
| 2017 | Munch                      | Eric Montaigu     | Nicolas Guicheteau         | Episódio: "Ultime recours" |
| 2018 | eLegal                     | Etienne Lombard   | Alain Brunard              | Episódio: "Etienne"        |
| 2021 | Germinal                   | Chaval            | David Hourregue            | 6 episódios                |
| 2022 | 1899                       | Lucien            | Baran bo Odar              | elenco principal           |

## Prêmios e indicações
| Ano  | Grupo           | Categoria      | Filme       | Resultado |
| ---- | --------------- | -------------- | ----------- | --------- |
| 2011 | Prêmio Magritte | Ator Revelação | Élève libre | Indicado  |
| 2017 | Prêmio César    | Ator Revelação | Elle        | Indicado  |